# اویسکا ۳۸۴۳
سیارک ۳۸۴۳ (به انگلیسی: 3843 OISCA، نامگذاری:1987DM) سه هزار و هشتصد و چهل و سومین سیارک کشف شده‌است که در ۲۸ فوریه ۱۹۸۷ کشف شد.
قدر مطلق سیارک برابر ۱۰٫۵۰ است.